# Розенберг, Вадим
Вади́м Розенбе́рг — один из крупнейших эстонских мошенников, в 1993 году присвоивший примерно 10 млн эстонских крон ($835 тыс.). Также известен под псевдонимами Aarni Neuvonen, Aarni Rozenberg, Вадим Петров.

## Схема
Розенберг публиковал в эстонских газетах (в основном русскоязычных) объявления от вымышленной кампании «Inter Work Corporation», предлагая устройство на работу в гостиницах, барах, заводах стран Европы, Южной Америки и др.
Заинтересованные в услугах кампании должны были заплатить 2335 крон для оформлении неких бумаг, авиабилетов, налогов и загранпаспортов. Для примера, средняя зарплата в первой половине 90-х годов составляла около 1070 крон, а безработица - около 17 %.
Розенберг пустил слух о свободных рабочих местах на заводе Kodak в Германии, которых не хватает на всех желающих. Таким образом, Розенберг практиковал взятки за возможность трудоустройства в размере 100$ (около 1200 крон по тому курсу).
Розенберг объявил, что все документы для трудоустройства и авиабилеты будут выданы до 23 марта 1993 года в банкет-зале гостиницы Виру. 9 января 1993 году офис Розенберга был закрыт, а офисные документы выброшены в мусорный бак около двери.

## Ущерб
По оценкам полиции, по меньшей мере 3000 человек выплатили Розенбергу по 2335 крон, некоторые аналитики предположили цифру до 5000 жертв. Полиции удалось обнаружить лишь около 32 000 крон на одном из банковских счетов мошенника.
Розенберг также мошеннически продал квартиру своей жены в Таллине.

## Махинации в других странах
В 1993 году Вадим Розенберг под псевдонимом Даниил Розенберг рекламировал недорогие б/у автомобили на украинском телевидении.
В 1994 году он предлагал жителям Болгарии и Беларуси трудоустройство в Европе.

## Статус
До сих пор не найден. Дальнейшая судьба неизвестна.